# Comité sur le sentiment national
Le Comité sur le sentiment national (Committee for National Morale, en anglais) est un comité consultatif d'experts auprès de la Présidence des États-unis, alors occupée par Franklin D. Roosevelt. Sa mission est l'analyse du sentiment national pendant la Seconde Guerre mondiale, l'étude de la propagande ennemie et l'écriture de recommandations. Ses membres comptent des journalistes, des anthropologues et des psychologues de renom, dont George Gallup, Margaret Mead, Gordon Allport, Ruth Benedict, Hadley Cantril, Leonard Doob, Erik Erikson, Erich Fromm et Geoffrey Gorer.

## Histoire
Le comité est fondé en 1940 et dirigé par Arthur Upham Pope, un amateur d'art persan. Le comité débat aussitôt de la création d'une agence de propagande gouvernementale, comparable au ministère allemand dirigé par Joseph Goebbels. Le comité n'en recommande pas la création, mais se prononce sur une stratégie médiatique visant à améliorer le sentiment national, dispositifs et événements. Le comité travaille à l'élaboration d'initiatives qui deviendront des installations artistiques majeures et des événements de diplomatie culturelle, notamment l'Exposition nationale américaine (American National Exhibition). Enfin, le comité recommande une « offensive psychologique contre Hitler » fondée sur une analyse de la personnalité d'Hitler.